# Diane Bell (Judoka)
Diane Bell (* 11. Oktober 1963 in Corbridge) ist eine ehemalige britische Judoka, die zweimal Weltmeisterin und dreimal Europameisterin war.

## Sportliche Karriere
Die 1,65 m große Diane Bell kämpfte bis 1985 im Leichtgewicht. Ihren internationalen Durchbruch erlebte sie bei den Weltmeisterschaften 1982. Nach drei Siegen verlor sie im Halbfinale gegen die Französin Béatrice Rodriguez, nach einem Sieg in der Hoffnungsrunde gegen die Österreicherin Gerda Winklbauer erhielt Bell eine Bronzemedaille. Bei den Europameisterschaften 1984 standen sich Bell und Winklbauer im Finale gegenüber, Bell gewann ihren ersten internationalen Titel. Im Jahr darauf siegte Rodriguez über Bell im Halbfinale der Europameisterschaften 1985, mit einem Sieg über die Finnin Riitta Rihtamo erkämpfte sich die Britin eine Bronzemedaille.
Im Frühjahr 1985 wechselte Bell ins Halbmittelgewicht. In dieser Gewichtsklasse gewann sie bei den Europameisterschaften 1986 das Finale gegen die Belgierin Ann De Brabandere. Bei den Commonwealth Games 1986 gewann sie im Finale gegen die Neuseeländerin Donna Guy. Drei Monate nach den Commonwealth Games wurden in Maastricht die Weltmeisterschaften 1986 ausgetragen. Bell gewann in der ersten Runde gegen die deutsche Gabriele Ritschel, im Achtelfinale gegen die US-Amerikanerin Lynn Roethke, im Viertelfinale gegen die Japanerin Ryōko Fujimoto, im Halbfinale gegen die Italienerin Laura Di Toma und im Finale schließlich gegen die Französin Céline Géraud. Bei den Europameisterschaften 1987 erkämpfte Diane Bell eine Bronzemedaille. Im November 1987 fanden die Weltmeisterschaften in Essen statt. Bell besiegte im Halbfinale die Japanerin Noriko Mochida und im Finale Lynn Roethke.
Im Mai 1988 gewann Bell durch einen Sieg über die Spanierin Begoña Gomez nach 1984 und 1986 ihren dritten Europameisterinnen-Titel. Bei den Olympischen Sommerspielen 1988 wurden Wettbewerbe im Frauenjudo als Demonstrationssportart angeboten. Beim olympischen Turnier bezwang sie Donna Guy, Norika Mochida und im Finale Lynn Roethke. Bei den Europameisterschaften 1989 unterlag Bell der Französin Catherine Fleury-Vachon im Halbfinale, im Kampf um Bronze bezwang sie die Niederländerin Marjolein van Dommelen. Fünf Monate später verlor Bell bei den Weltmeisterschaften in Belgrad gegen Jelena Petrowa aus der Sowjetunion. Nach drei Siegen in der Hoffnungsrunde belegte sie den fünften Platz nach der Niederlage gegen Gabriele Ritschel im Kampf um Bronze.
1990 schlug Bell bei den Commonwealth Games in Auckland die Lokalmatadorin Donna Guy im Finale. Auch bei den Europameisterschaften 1990 erreichte Bell das Finale und gewann Silber hinter Begoña Gomez. Die Britin nahm auch an den Goodwill Games 1990 teil und schlug dort Lynn Roethke und die Brasilianerin Vânia Ishii, im Finale verlor sie gegen Jelena Petrowa. Bei den Weltmeisterschaften 1991 in Barcelona unterlag sie im Finale gegen die Deutsche Frauke Eickhoff. 1992 bei der olympischen Premiere des Frauenjudo besiegte Bell in ihrem ersten Kampf die Polin Bogusława Olechnowicz und danach Susanne Profanter aus Österreich. Nach Niederlagen gegen die Südkoreanerin Gu Hyeon-suk und gegen die Chinesin Zhang Di belegte Bell den neunten Platz.
Bei den Weltmeisterschaften 1993 erhielt Bell nach einer Niederlage gegen die Israelin Yael Arad im Halbfinale und einem Sieg über Catherine Fleury-Vachon eine Bronzemedaille. 1994 erreichte sie das Finale der Europameisterschaften und verlor gegen die Belgierin Gella Vandecaveye. 1995 erkämpfte Bell erneut Silber, diesmal hinter der Niederländerin Jennifer Gal. 1996 unterlag sie im Halbfinale Gella Vandecaveye, bezwang aber im Kampf um Bronze die Spanierin Sara Álvarez. Zum Abschluss ihrer Karriere nahm Diane Bell an den Olympischen Spielen in Atlanta teil und schied gegen Sara Álvarez im Achtelfinale aus.
Nach ihrer Karriere wurde sie Judotrainerin und trainierte als Nachfolgerin von Neil Adams jahrelang das britische Frauenteam.